# У заставы «Красные камни»
«У заставы „Красные камни“» — советский цветной художественный фильм, снятый режиссёром Шарипом Бейсембаевым в 1969 году на студии Казахфильм.
Премьера фильма состоялась 28 декабря 1970 года.

## Сюжет
Фильм периода холодной войны, о любви к Родине, патриотизме, о верности, дружбе, а также о западных шпионах.
Действие фильма происходит близ пограничной заставы «Красные камни». Трое ребят: внук табунщика, его двоюродный брат, приехавший на каникулы из города, и дочь начальника погранзаставы случайно встретились в приграничных казахских степях, где проводили время в играх.
Но когда на смену играм приходит реальная опасность, ребята проявили себя как настоящие пограничники. В итоге бдительные пионеры выследили вражеского лазутчика.

## В ролях
- Валерия Асырбекова — Оля, дочь начальника погранзаставы
- Нуржан Журтанов — Танат
- Болат Калымбетов — Кабыш
- Каукен Кенжетаев — дед
- Сабира Майканова — бабушка
- Нуржуман Ихтымбаев — Толеген
- Олег Мокшанцев — Можаев
- Чапай Зулхашев — Сабиров
- Константин Тыртов — дядя Лёша
- Виктор Подтягин — «геолог»